# Загорски, Тиффани Анастасия
Тиффани Анастасия Загорски (англ. Tiffany Anastasia Zahorski; род. 16 августа 1994, Лондон, Великобритания) — французская и российская фигуристка, выступавшая в танцах на льду.
До 2012 года выступала за сборную Франции с Алексисом Миаром, с которым была бронзовым призёром чемпионата Франции (2012) и заняла двадцать первое место на чемпионате Европы (2012).
В 2014—2022 годах представляла Россию с Джонатаном Гурейро. Они — трёхкратные победители Кубка России (2016, 2017, 2019), бронзовые призёры чемпионата России (2018, 2020), участники Олимпийских игр (2018), бронзовые призёры Гран-при США (2018), серебряные призёры Гран-при Японии (2018) и Гран-при России (2020), серебряные призёры чемпионата России (2021).

## Биография
Имеет русские, польские, белорусские и ирландские корни. Дед по отцовской линии, Ежи Доминик Загорский (Jerzy Dominik Zahorski, 1917—2005), родился в Москве в семье адвоката Эугениуша Загорского (пол. Eugeniusz Zahorski, 1881—1947). После окончания Первой мировой войны семья перебралась в Польшу. Во время Второй мировой войны Доминик Загорский служил штурманом-бомбардиром в Воздушных силах Польши, действовавших в Великобритании в составе Королевских военно-воздушных сил, имел воинское звание взводного. В 1945 году был награждён польской Медалью Авиации. После войны остался жить в Великобритании, женился на девушке из Ирландии.
Владеет английским, французским и русским языками.
По мнению олимпийской чемпионки Алины Загитовой, которая на соревнованиях нередко жила в одном номере с Загорски, Тиффани — очень «солнечный человек», «очень спокойная», а ведёт себя так, как «ведут себя за границей».
Первые четыре месяца после переезда в Россию Загорски жила в семье Гурейро, позже стала снимать квартиру в Москве. В 2016 году жила в одной съёмной квартире с испанской фигуристкой Сарой Уртадо.
На официальном сайте Международного союза конькобежцев в качестве хобби спортсменки указано плавание, пешие прогулки и танцы.

## Карьера

### Ранние годы
Начала заниматься фигурным катанием в возрасте двух лет. Отец, Богдан Загорски (Bohdan Zahorski, 1952—2010), был её первым тренером. Он тренировал дочь до 10 лет, пока они не переехали в Шеффилд к Джимми Янгу.
С сентября 2007 года тренировалась под руководством Мюриель Зазуи (которая в своё время была тренером олимпийских чемпионов Марины Анисиной и Гвендаля Пейзера), для этого вместе с матерью переехала в Лион. В феврале 2008 встала в пару с Полем Фьере, однако их сотрудничество было очень коротким: выступив только на турнире «French Masters», партнёр завершил карьеру из-за травмы.

### Выступления с Миаром

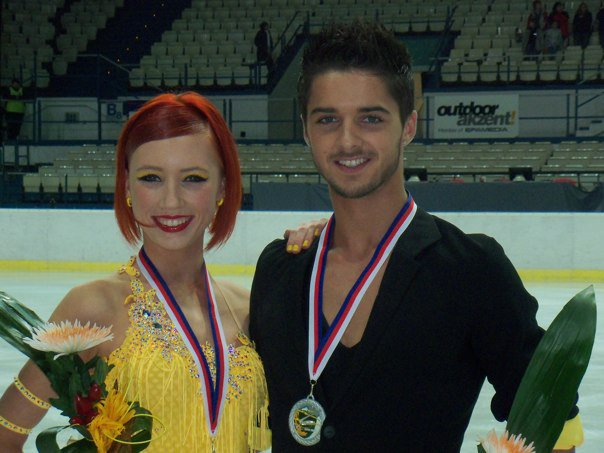
Загорски и Миар в 2010 году

В марте 2009 года встала в пару с Алексисом Миаром. В сезоне 2010—2011 годов пара заняла четвёртое место на этапе юниорского Гран-при в румынском Брашове, а затем взяла серебро на этапе в Чехии.
На юниорском чемпионате мира в коротком танце парой была допущена ошибка на твиззлах, которая отбросила их на девятое промежуточное место. В произвольном танце пара заняла первое место по технике, благодаря чему они оказались на четвёртой итоговой позиции.
На чемпионате Франции сезона 2011/12 Загорски и Миар заняли третье место, но в течение сезона пара объявила о распаде.

### Начало выступлений с Джонатаном Гурейро
Поиск партнёра занял больше года. В 2014 году она встала в пару с российским танцором Джонатаном Гурейро. С ним она дебютировала в декабре 2014 года на чемпионате России 2015 года, где пара заняла пятое место. Тренировались спортсмены в Москве под руководством Александра Жулина. На национальном чемпионате следующего года в сложной борьбе финишировали на пятом месте.
В апреле 2016 года Загорски получила российское гражданство.

### Сезон 2016/2017
Новый предолимпийский сезон пара начала в Братиславе на Мемориале Непелы. Они финишировали на третьем месте, при этом улучшив все свои спортивные достижения. Через неделю они выступали на турнире Finlandia Trophy, где также стали третьими. В начале ноября российские танцоры выступали на домашнем этапе Гран-при в Москве, где на Кубке Ростелекома заняли место в середине таблицы. В середине ноября на Кубке Варшавы фигуристы заняли второе место и сумели улучшить все свои прежние достижения. В конце декабря на национальном чемпионате в Челябинске фигуристы заняли пятое место. В середине февраля танцоры выступили на Кубке России и во второй раз его выиграли.

### Сезон 2017/2018
В середине мая фигуристы сменили тренера и перешли к Елене Кустаровой и Светлане Алексеевой.
Новый олимпийский сезон российская пара начала на турнире серии «Челленджер» в Минске, где они финишировали с серебряными медалями. В начале ноября пара выступила на китайском этапе в Пекине серии Гран-при, где они финишировали рядом с пьедесталом. В конце ноября на американском этапе в Лейк-Плэсиде они финишировали в середине турнирной таблицы. В начале декабря последовало выступление на Золотом коньке Загреба, которое было не совсем неудачном. Пара финишировала в середине десятки. В конце декабря 2017 года на российском национальном чемпионате завоевали бронзу. На Чемпионате Европы в Москве в январе 2018 года заняли шестое место.
На Олимпийские игры в Пхёнчхане Загорски и Гурейро не должны были ехать, поскольку были третьим российским дуэтом, а квота России в танцах составляла две пары, однако Международный олимпийский комитет так и не прислал приглашения паре Букин / Степанова. На Олимпиаде пара заняла 13-е место, при этом, по словам Гурейро, их выступление на олимпиаде было, возможно, лучшим «в плане выполнения обеих программ». Пара не должна была выступать на мировом чемпионате, но заменила ведущую российскую пару. В конце марта спортсмены выступали в Милане на мировом чемпионате, где финишировали в конце восьмёрки лучших. При этом они улучшили все свои прежние спортивные достижения.

### Завершение карьеры
В августе 2022 года стало известно, что пара не будет принимать участия в сентябрьских контрольных прокатах сборной России. В следующем месяце Гурейро и Загорски приостановили карьеру вследствие тяжелой болезни Загорски (пневмококковый менингит), из-за которой пара пропустила почти весь предшествующий сезон, а также по причине отсутствия возможности выступать на международных стартах.
В 2022 году Загорски впервые попробовала себя в роли постановщика программы для пары Анастасии Чернышевой и Владислава Антонышева.
В июле 2023 года Загорски и Гурейро завершили соревновательную карьеру.

## Программы
В паре с Джонатаном Гурейро
| Сезон     | Ритмический танец | Произвольный танец                                                                   | Показательные вытсупления                                                             |
| --------- | --- | ------------------------------------------------------------------------------------ | ------------------------------------------------------------------------------------- |
| 2021–2022 | - Jogi Panjabi MC - Buzz Aastha Gill, feat.Badshah хореограф-постановщик Елена Кустарова и Ольга Рябинина                                                                               | - Toxic - Smoke on the Water в исполнении 2WEI хореограф-постановщик Кристофер Дин   |                                                                                       |
| 2019–2021 | - March: The Greatest Show - Quickstep: From Now On - Waltz: Tightrope в исполнении Мишель Уильмс - March: The Greatest Show (из мюзикла «Величайший шоумен») Бендж Пасек и Джастин Пол | - Survivor: (Epic Cover) 2WEI                                                        | - All I Want for Christmas Is You Мэрайя Кэри                                         |
| 2018–2019 | - Tango: Bésame Mucho - Tango: Selection Астор Пьяццолла | - Blues for Klook Эдди Луис                                                          |                                                                                       |
|           | Короткий танец |                                                                                      |                                                                                       |
| 2017–2018 | - Samba: Hip Hip Chin Chin в исполнении Club des Belugas - Rhumba: Volveras в исполнении Глория Эстефан - Samba: Batucada Brasiliera в исполнении Samba Brazilian Batucada Band         | Muse - Exogenesis Symphony Part III - Exogenesis Symphony Part II - Ruled by Secrecy | - You are beautiful Джо Кокер                                                         |
| 2016–2017 | - Blues: Nasty Naughty Boy Кристина Агилера - Swing: All night long Parov Stelar | - Nocturne - Bohemian Rhapsody Queen                                                 | - Wicked Game Джемма Хэйес - Valse Triste Jean Sibelius                               |
| 2015–2016 | - The Nutcracker Waltz П. И. Чайковский - Pizzicato Polka Йозеф Штраус, Иоганн Штраус - «Великий Гэтсби»                                                                                | - Nocturne - Bohemian Rhapsody Queen                                                 | - The Nutcracker Waltz П. И. Чайковский - Pizzicato Polka Йозеф Штраус, Иоганн Штраус |
| 2014–2015 | - Paso doble | - «Амели» Ян Тирсен                                                                  |                                                                                       |

В паре с Алексисом Миаром
| Сезон     | Короткий танец                        | Произвольный танец                                                                       | Показательная программа                         |
| --------- | ------------------------------------- | ---------------------------------------------------------------------------------------- | ----------------------------------------------- |
| 2011—2012 | - Marcia Baila Les Rita Mitsouko      | - Саундтрек к фильму «Бриолин»                                                           |                                                 |
| 2010—2011 | - Венский вальс: J’envoie Valser Зази | - I like it like that Пете Родригес - Ain't No Sunshine Билл Уизерс - Mujer Latina Талия | - Саундтрек к фильму «Пятый элемент» Эрик Серра |
| Сезон     | Оригинальный танец                    | Произвольный танец                                                                       | Показательная программа                         |
| 2009—2010 | - Народный танец: Фламенко            | - Саундтрек к фильму «Пятый элемент» Эрик Серра                                          |                                                 |

## Результаты
CS: Challenger Series
Выступления за Россию с Джонатаном Гурейро
| Соревнования             | 14/15         | 15/16         | 16/17         | 17/18         | 18/19         | 19/20         | 20/21         | 21/22         |
| Международные            | Международные | Международные | Международные | Международные | Международные | Международные | Международные | Международные |
| ------------------------ | ------------- | ------------- | ------------- | ------------- | ------------- | ------------- | ------------- | ------------- |
| Олимпийские игры         |               |               |               | 13            |               |               |               |               |
| Чемпионат мира           |               |               |               | 8             |               |               | 10            |               |
| Чемпионат Европы         |               |               |               | 6             |               | 6             |               |               |
| Финал Гран-при           |               |               |               |               | 5             |               |               |               |
| Гран-при США             |               |               |               | 6             | 3             | 5             |               |               |
| Гран-при Франции         |               |               |               |               |               | 5             |               |               |
| Гран-при Японии          |               |               |               |               | 2             |               |               |               |
| Гран-при Китая           |               |               |               | 4             |               |               |               |               |
| Гран-при России          |               |               | 5             |               |               |               | 2             |               |
| CS Minsk-Arena Ice Star  |               |               |               | 2             |               |               |               |               |
| CS Золотой конёк Загреба |               |               |               | 6             |               |               |               |               |
| CS Мемориал Непелы       |               |               | 3             |               |               |               |               |               |
| CS Finlandia Trophy      |               |               | 3             |               |               |               |               |               |
| CS Warsaw Cup            |               |               | 2             |               |               |               |               |               |
| Santa Claus Cup          |               | 1             |               |               |               |               |               |               |
| Warsaw Cup               |               |               |               |               | 1             |               |               |               |
| Национальные             |               |               |               |               |               |               |               |               |
| Чемпионат России         | 5             | 5             | 5             | 3             | 7             | 3             | 2             | 8             |
| Финал Кубка России       |               | 1             | 1             |               |               |               |               |               |
| Кубок России. III этап   |               |               |               |               |               |               | 1             |               |
| Кубок России. IV этап    |               | 1             |               |               |               |               |               |               |
| Кубок России. V этап     | 1             | 1             |               |               |               |               |               |               |

Выступления за Францию с Алексисом Миаром
| Соревнования                | 09/10         | 10/11         | 11/12         |
| Международные               | Международные | Международные | Международные |
| --------------------------- | ------------- | ------------- | ------------- |
| Чемпионат Европы            |               |               | 21            |
| Int. Ice Dance Trophy       |               |               | 1             |
| Международные среди юниоров |               |               |               |
| Чемпионат мира              |               | 4             |               |
| Гран-при Румынии            |               | 4             |               |
| Гран-при Чехии              |               | 2             |               |
| Гран-при Беларуси           | 10            |               |               |
| Int. Trophy of Lyon         |               | 2             |               |
| NRW Trophy                  | 5             | 1             |               |
| Национальные                |               |               |               |
| Чемпионат Франции           |               |               | 3             |
| Чемпионат Франции — юн.     | 4             | 3             |               |